# Kit car

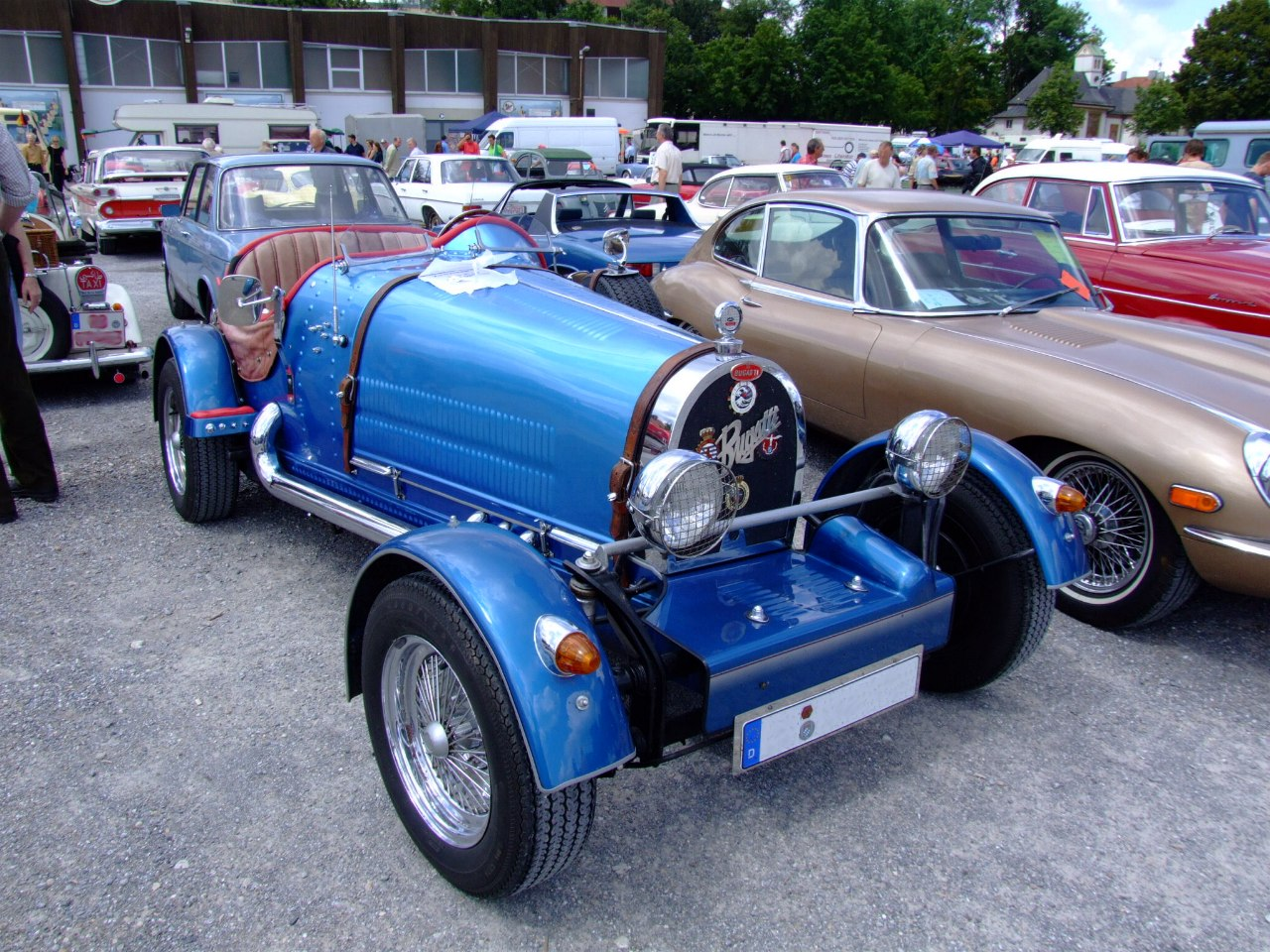
Kit car - replika Bugatti

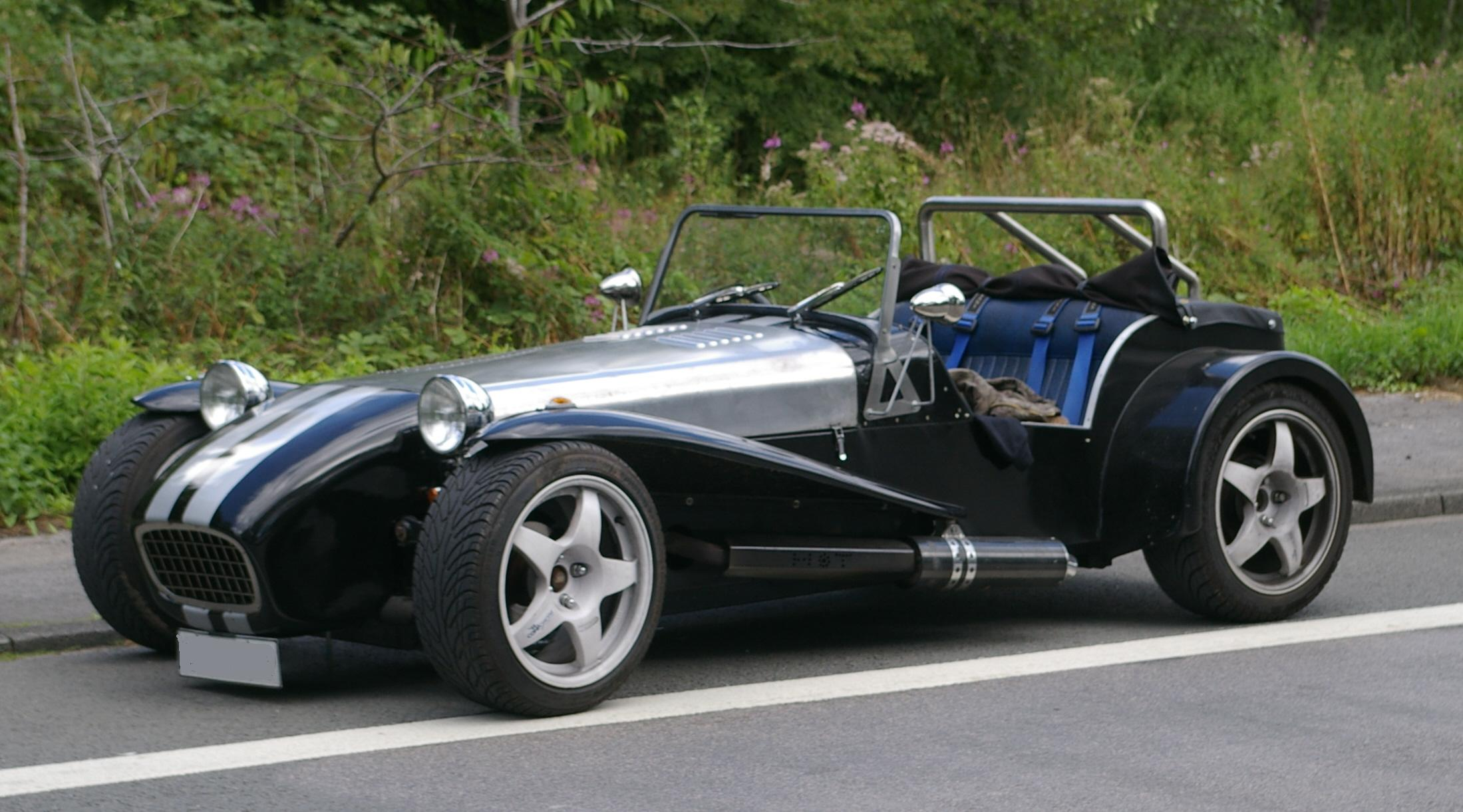
Kit car - replika Lotusa Seven

Kit car – pojazd tworzony z części składowych dostarczonych przez producenta (najczęściej takie jak: rama, elementy karoserii, elementy wykończenia, itp.) oraz z części nowych, bądź pochodzących z pojazdu używanego - tzw. „dawcy” (takich jak: silnik z osprzętem, zawieszenie, hamulce, itp.). Pojazdy takie występują często jako repliki legendarnych samochodów np. Lotus Super 7 czy Cobra. Kit cary występują również jako zupełnie nowe oryginalne konstrukcje.
Najbardziej są znane repliki samochodów drogich i znanych marek, takich jak Ferrari i Lamborghini. Różnice między repliką a oryginalnym samochodem są tak nieznaczne, że tylko ekspert potrafi rozróżnić replikę od jej oryginału.